# Marston (Staffordshire)
Marston es una parroquia civil del distrito de Stafford, en el condado de Staffordshire (Inglaterra).

## Geografía
Según la Oficina Nacional de Estadística británica, Marston tiene una superficie de 7,08 km².

## Demografía
Según el censo de 2001, Marston tenía 167 habitantes (57,49% varones, 42,51% mujeres) y una densidad de población de 23,59 hab/km². El 34,73% eran menores de 16 años, el 62,28% tenían entre 16 y 74, y el 2,99% eran mayores de 74. La media de edad era de 34,9 años. Del total de habitantes con 16 o más años, el 12,84% estaban solteros, el 76,15% casados, y el 11,01% divorciados o viudos.
El 98,22% de los habitantes eran originarios del Reino Unido y el 1,78% de cualquier otro lugar, salvo del resto de países europeos. Todos los habitantes eran blancos. El cristianismo era profesado por el 85,03%, mientras que el 7,78% no eran religiosos y el 7,19% no marcaron ninguna opción en el censo.
Había 50 hogares con residentes y 3 vacíos.